# Zabiele (Gołąb)
Zabiele(do 31 grudnia 2007 roku – jako wieś samodzielna – część wsi Gołąb w Polsce położona w województwie lubelskim, w powiecie lubartowskim, w gminie Michów. Nie posiada sołtysa, należy do sołectwa Gołąb.
W latach 1975–1998 miejscowość administracyjnie należała do województwa lubelskiego.